# Shandan, Wushan
Shandan är en köping i nordvästra Kina. Den ligger i Wushan härad i staden Tianshui i provinsen Gansu, omkring 170 kilometer sydost om provinshuvudstaden Lanzhou. Antalet invånare är 24 235. Befolkningen består av 11 742 kvinnor och 12 493 män. Barn under 15 år utgör 21,0 %, vuxna 15-64 år 71 %, och äldre över 65 år 7,0 %.